# Heinrich Kannengießer
Heinrich Kannengießer (auch: Kannegießer, Kannengisser, Quinckow, Quinqe, Quinque; * 15. Jahrhundert; † nach 1504) war ein Stück- und Glockengießer sowie Dresdner Bürgermeister.

## Familie
Über Kannengießers Herkunft ist nichts bekannt. In den Akten taucht er wiederholt unter dem Namen Kangiesser auf, was auf eine Abstammung aus einer beruflich mit dem Metallguss verbundenen Familie hindeutet. 1496 wird er als Heinrich Quinckow erwähnt. Dieser Name (lateinisch: fünf) dürfte mit dem Guss von fünf Glocken durch Kannengießer im Jahre 1491 in Verbindung stehen. Auch ein Nachkomme, wahrscheinlich sein Sohn Cristoff, wird 1505 Quinque genannt. Ein zweiter Sohn, Johannes Kannengießer ist als Student der Leipziger Universität nachweisbar.

## Berufliche Tätigkeit

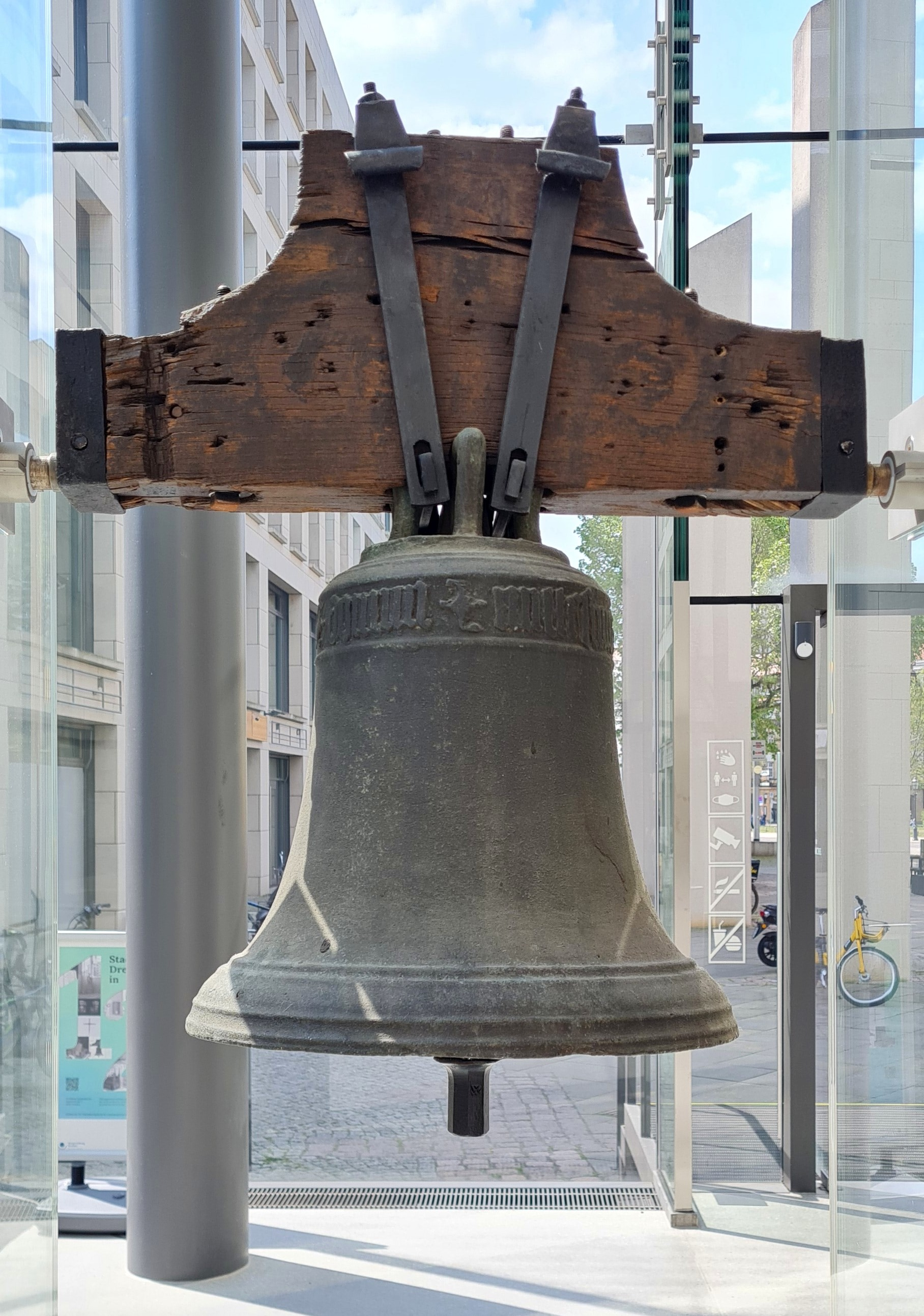
Glocke Kannengießers von 1480, heute in der Gedenkstätte Sophienkirche Dresden

Kannengießer stand als Geschützgießer im Dienste Herzog Albrechts, wurde aber auch mit anderen Gussaufträgen beauftragt. So war er an der Anfertigung von Bleirohren beim Bau der Albrechtsburg in Meißen beteiligt und lieferte Metallgussteile für das Torhaus des Dresdner Schlosses.
Im Jahr 1486 stiftete er der Kirche des Franziskanerklosters auf dem Taschenberg in Dresden neue Kirchenglocken. Da dem Bettelorden Glockentürme mit vollem Geläut nicht erlaubt waren, fand sie ihren Platz im Dachreiter.
1491 goss Kannengießer neue Glocken für die im selben Jahr durch einen Brand zerstörte Dresdner Kreuzkirche. Die Inschrift auf der Marienglocke lautete:

„Die Verstorbenen betrauere ich, die Lebenden rufe ich, die Blitze bändige ich, mit Freuden kündige ich die Feste an, Gott bin ich gefällig, die Gefahren des Sturms befriede ich.“

Dazu besaß Kannengießer eine Gießerei in der westlichen Südvorstadt Dresdens. Daneben goss er auch die Große Freibergische Glocke und war zusammen mit dem Ratsmitglied Donat Conrad Kirchenvater zum Heiligen Kreuz.

## Politisches Wirken
Ab 1493 saß Kannengießer im Rat der Stadt Dresden. Hier hatte er zeitweise das Amt des Brückenmeisters inne. Das Brückenamt hatte für die Erhaltung der Dresdner Elbbrücke und der Kreuzkirche zu sorgen und verfügte über erheblichen Grundbesitz. Außerdem wird er 1500 als Baumeister genannt.
1501 trat Kannengießer als Bürgermeister an die Spitze der Verwaltung. Nach der Ratsordnung von 1470 gab es zu dieser Zeit stets einen regierenden und zwei ruhende Stadträte. Derselbe Rhythmus galt für die drei gewählten Bürgermeister. So wechselten auch diese immer in der Reihenfolge regierender – beisitzender – ruhender Bürgermeister. Kannengießer war nach 1501 noch einmal 1504 regierender Bürgermeister. Aus diesem Jahr stammt auch seine letzte Erwähnung im Ratsregister.